# SOSタイタニック/忘れえぬ夜
『SOSタイタニック/忘れえぬ夜』（えすおーえすタイタニック/わすれえぬよる、原題：A Night to Remember）は1958年のイギリスの映画。ロイ・ウォード・ベイカー監督、ケネス・モア主演。VHS・DVD邦題は『SOSタイタニック』。

## 概要
1912年4月14日深夜、氷山との衝突によって発生した豪華客船タイタニック号の沈没事故を題材にした作品。当時二等航海士だったチャールズ・ライトラーの視点という形で、沈没までがドキュメンタリー風に描かれている。
1997年に公開され、大ヒットとなった映画『タイタニック』がロマンスを軸にしているのとは対照的に、本作は乗務員たちの目線から事故の全容を冷徹なタッチで映画化。海難事故の恐怖を徹底したリアリズムで迫っている。そのため、研究家や生存者の間で本作は高い評価を得ていた。
興行収入は低かったものの、批評家からは高い評価を受け、第16回ゴールデングローブ賞では外国映画賞を受賞した。

## キャスト
| 役名                             | 俳優                       | 日本語吹替   | 日本語吹替   |
| 役名                             | 俳優                       | NHK総合版    | フジテレビ版 |
| -------------------------------- | -------------------------- | ------------ | ------------ |
| チャールズ・ライトラー           | ケネス・モア               | 島宇志夫     | 小林修       |
| E・J・スミス船長                 | ローレンス・ネイスミス     | 杉田俊也     | 高塔正康     |
| リズ・ルーカス夫人               | オナー・ブラックマン       | 鈴木弘子     | 立木文彦     |
| アーサー・ロストロン大尉         | アンソニー・ブッシェル     | たてかべ和也 | 中尾隆聖     |
| クラーク氏                       | ロナルド・アレン           | 西山連       | 城山知馨夫   |
| アーサー・G・ペウチェン          | ロバート・エアーズ         | 諏訪孝二     |              |
| トーマス・アンドリューズ         | マイケル・グッドリーフ     | 田原アルノ   | 納谷六朗     |
| ジャック無線通信士               | ケネス・グリフィス         |              |              |
| ジョセフ・ブルース・イズメイ     | フランク・ロートン         | 肝付兼太     | 田原アルノ   |
| ウィリアム・マードック一等航海士 | リチャード・リーチ         | 中尾隆聖     | 大木民夫     |
| ハロルド・ブライド               | デヴィッド・マッカラム     | 本田統       |              |
| ハロルド・トーマス無線通信士     | アレック・マッコーエン     |              |              |
| アンダーソン牧師                 | フィリップ・レイ           |              |              |
| フレデリック・フリート           | バーナード・フォックス     | 池田秀一     | 岩崎ひろし   |
| 船員                             | デスモンド・リュウェリン   |              |              |
| 乗客                             | ジョン・モルダー・ブラウン | 田中裕子     | 日野由利加   |
| 機関員                           | ダーレン・ネスビット       | 山寺宏一     | 山寺宏一     |

- NHK総合版：初回放送1968年4月7日『劇映画』14:00-16:00[8]
- フジテレビ版：初回放送1973年6月15日『ゴールデン洋画劇場』

## スタッフ
- 監督：ロイ・ウォード・ベイカー
- 製作：アーサー・ランク
- 原作：ウォルター・ロード
- 脚本：エリック・アンブラー
- 撮影：ジェフリー・アンスワース
- 美術：アレックス・ベチンスキー
- 編集：シドニー・ヘイヤーズ
- 音楽：ウィリアム・オルウィン
- 音楽指揮：ミュア・マシースン